# 레슬리 모리스
레슬리 모리스(Leslie Morris)는 1931년부터 1967년까지 버그도프 굿먼 백화점의 꾸뛰르 부문을 이끈 미국의 패션 디자이너였다.
뉴욕에서 태어났다. 그녀는 졸업 이후, 1928년 버그도프 굿먼 백화점에서 꾸뛰르 수준의 의류를 만드는 제작 주문 살롱에서 일하기 위해 해리 콜린스의 디자이너로 일했다. 부서 매장으로서, 버그도프는 모리스를 비롯한 자사 디자이너들을 눈에 띄게 홍보했는데, 모리스는 홍보에 관심이 많았다. 그녀의 동료 디자이너로는 러시아 왕실 그랜드 더치스 마리와 발렌타인 투키네라는 파리 꾸뛰르 디자이너가 있었는데, 그녀는 1931년 꾸뛰르 부문의 총괄 디자이너로 선정되기 전까지 함께 일했다. 그녀는 1933년부터 1948년까지 버그도프에서 일하던 마크 무어링과 함께 일했고, 1941년에는 모리스, 무어링, 메리 글리슨이 백화점의 가장 유명한 디자이너로 언급되기도 했다. 무어링, 모리스, 글리슨은 함께 일할 때 항상 강력한 디자인 팀으로 인정받았다.
1957년, 모리스는 패션 디자인 분야에서 그 해의 메인 코티 어워드를 받았다. 이 상을 함께 받은 것은 레디투웨어 디자이너인 시드니 래그와였다. 당시 그녀의 작품은 라이프 매거진에 소개되었는데, 1951년의 이브닝 드레스가 포함되어 있었다. 이 드레스를 주문한 고객들은 테일러드 슈트와 볼 가운을 6년 이상 입으려는 의도로 주문했다는데, 덧붙여서 모리스의 디자인 중 많은 것들이 6번 이상 제작되는 것은 드물었고, 많은 작품들이 고객을 위해 개별적으로 맞춤제작되었다고도 기술되었다.
모리스는 1967년 3월, 패션 업계에서 39년을 보낸 후 버그도프 굿먼에서 마지막 주문 제작 컬렉션을 선보였다. 이후 2년 뒤에는 버그도프가 꾸뛰르 살롱을 폐쇄했다.

## 개인 생활
모리스는 필라델피아 출신의 변호사와 결혼하여 그곳에서 거주하고 출퇴근했다.